# Virologi
Virologi er et forskningsområde indenfor biologi, som har fokus på vira, så som spredning og mutationer.
| Biologi | Spire Denne artikel om biologi er en spire som bør udbygges. Du er velkommen til at hjælpe Wikipedia ved at udvide den. |